# Teodul
Teodul — imię męskie pochodzenia greckiego, oznaczające "sługa Boga". Istnieli liczni święci katoliccy o tym imieniu.
Teodul imieniny obchodzi:
- 16 lutego, w dzień wspomnienia św. Teodula i Zoe
- 21 marca, w dzień wspomnienia św. Teodula, Anezjusza, Feliksa i Kornelii
- 4 kwietnia, w dzień wspomnienia św. Teodula, lektora z Tesaloniki
- 3 maja, w dzień wspomnienia św. Teodula, Ewencjusza i Aleksandra[2]
- 12 września, w dzień wspomnienia św. Teodula, Macedoniusza i Tacjana[3]
- 23 grudnia, w dzień wspomnienia św. Teodula, Saturnina, Eupora i siedmiu towarzyszy[1].

Znane osoby noszące imię Teodul:
- Teodulo Mabellini (1817—1897) — kompozytor włoski
- Théodule-Armand Ribot (1839—1916) — francuski psycholog i filozof
- Augustin Théodule Ribot (1823—1891) — francuski malarz i grafik, realista